# Gustav Killian
Gustav Killian (ur. 2 czerwca 1860 w Moguncji, zm. 24 lutego 1921 w Berlinie) – niemiecki laryngolog, uważany za wynalazcę bronchoskopii.
Studiował w Strasburgu, Fryburgu Bryzgowijskim, i Heidelbergu. Doktorat z medycyny uzyskał we Fryburgu Bryzgowijskim w 1884 roku. W 1888 habilitował się, w 1894 został profesorem tytularnym, a w 1899 dyrektorem kliniki gardła i nosa we Fryburgu. W 1911 objął stanowisko dyrektora uniwersyteckiej kliniki chorób gardła i nosa w Charité.